# Paul Latussek
Paul Latussek (* 6. September 1936 in Gleiwitz/Oberschlesien) war von 1992 bis 2001 Vizepräsident des Bundes der Vertriebenen (BdV) und 1990 bis 2001 dessen Landesvorsitzender in Thüringen. Er war bis 2001 auch Landesvorsitzender der Landsmannschaft Schlesien. Außerdem war er 1990 Abgeordneter der Volkskammer der DDR sowie Landesvorsitzender der Deutschen Sozialen Union (DSU).

## Leben
Paul Latussek gelangte infolge der Vertreibung 1945 mit seiner Familie über Böhmen nach Sachsen, absolvierte eine Lehre als Elektromaschinenbauer und begann ein Studium der Elektrotechnik an der Technischen Universität Dresden. 1965 setzte er das Studium an der Technischen Hochschule Ilmenau fort. Hier wurde der Ingenieur für Elektrotechnik promoviert und nach seiner Habilitation 1980 zum Dozenten berufen.
1999 wurde das reguläre Arbeitsverhältnis mit der TU Ilmenau beendet und in einen Lehrauftrag an der Fakultät Elektrotechnik/Informationstechnik umgewandelt. Am 15. November verließ Latussek die Universität.
1992 bis 2001 gehörte er dem BdV-Präsidium als Vizepräsident oder Präsidialmitglied an. Seine in diesem Zusammenhang geäußerten Bemerkungen gaben mehrfach Anlass zu heftiger Kritik und waren der Grund für seine Abberufung 2001.

## Politisches Wirken
1989, während der Wende in der DDR, wurde der bis dahin parteilose Latussek zunächst im Neuen Forum aktiv und trat 1990 bei den ersten freien Volkskammerwahlen im Wahlkreis 04 (Erfurt) für die DSU an, für die er auch in das Parlament gewählt wurde. Er setzte sich für eine schnelle Einigung der beiden deutschen Staaten ein. Bei der Abstimmung zur Oder-Neiße-Grenze stimmte Latussek gegen den Grenzvertrag. Latussek arbeitete von Mai bis September 1990 für die DSU im „Politisch Beratenden Ausschuss“ zur Vorbereitung des Landes Thüringen mit. Er leitete auch die vom PBA gebildete Arbeitsgruppe 5 „Verwaltungsstruktur“. Mehrere Jahre war er Thüringer Landesvorsitzender der DSU. Seit 1990 ist er auch Landeschef des Bundes der Vertriebenen in Thüringen.
1998/1999 wirkte er als stellvertretender Bundesvorsitzender des Bundes freier Bürger (BfB).
1992 gründete Ursula Haverbeck den rechtsextremen Gedächtnisstätte e. V. Paul Latussek ist im Jahr 2021 einziges noch im Vereinsvorstand vertretenes Gründungsmitglied des Vereins. Der Verein eröffnete 2014 eine „Gedächtnisstätte für die deutschen Opfer des Zweiten Weltkriegs“ im ehemaligen  Rittergut im thüringischen Guthmannshausen. Er wird vom Verfassungsschutz Niedersachsen beobachtet.
2013 war Latussek Gründungsmitglied der AfD Thüringen. Er versuchte als Mitglied der Partei Alternative für Deutschland ohne Mandat des Landesvorstandes eigenständig die Gründung eines Kreisverbandes im Ilm-Kreis zu initiieren. Nach Bekanntwerden wurde seine Mitgliedschaft zunächst ausgesetzt.
2015 trat Latussek als Redner auf Demonstrationen der Sügida-Bewegung in Südthüringen auf.

## Publikationen und Äußerungen Latusseks
Latussek publizierte in zahlreichen rechtskonservativen oder rechtsextremen Zeitschriften wie Nation und Europa, Deutsche Wochenzeitung und Junge Freiheit. 1995 erschien ein Beitrag Latusseks in einem Buch des Hohenrain-Verlags, einer Tochter des als rechtsextrem eingestuften Grabert-Verlags. Bei einer Veranstaltung der rechtsextremen Gesellschaft für freie Publizistik (GfP) trat er 1997 als Referent auf. 1998 soll Latussek die Finanzierung einer Werbetafel im Ilm-TV, einem regionalen Fernsehsender, übernommen haben, mit der zur Teilnahme an einer Demonstration der NPD und militanter Freier Kameradschaften am 1. Mai in Leipzig aufgerufen wurde.
Im Thüringer Landtag verteilte Latussek am 16. Mai 2000 ein Flugblatt mit dem Titel „Was jeder Deutsche wissen sollte“. Hierbei beklagte er unter anderem eine „willkürliche Verschiebung der deutschen Ostgrenze an die Oder und Neiße“, weil dies einen „Gebietsverlust des Gebietes des Deutschen Reiches“ bedeutet habe. Außerdem warf er Polen und Tschechien eine „Misshandlung von Kindern und Jugendlichen bei der Zwangspolonisierung und Zwangstschechisierung“ vor und schrieb vom „Völkermord an den ostdeutschen Stämmen“. Von dem Flugblatt, das nach dem Empfinden der allermeisten Abgeordneten einen „deutschtümelnden und geschichtsverfälschenden“ Inhalt hatte, wollte sich Latussek nicht distanzieren. Der zunehmende öffentliche Druck führte unter anderem dazu, dass er am 7. November 2001 als Redner beim „Tag der Heimat“ des BdV in Düren ausgeladen wurde.
Für Ende Mai 2004 wurde Latussek, der sich trotz Nichtwiederwahl weiterhin als Landesvorsitzender der Landsmannschaft Schlesien bezeichnete, als Referent beim „2. Freiheitlichen Kongreß“ des „Deutsche Stimme-Verlags“ der NPD angekündigt. Er ist außerdem Unterzeichner eines Aufrufes des „Instituts für Staatspolitik“ unter dem Titel „8. Mai 1945 - Gegen das Vergessen - 8. Mai 2005“.

### Verurteilung wegen Volksverhetzung
Zu einem weiteren Eklat kam es nach seiner Rede auf einer nicht öffentlichen Verbandstagung des Thüringer BdV in Arnstadt am 9. November 2001, dem Jahrestag der Novemberpogrome 1938. Im Zusammenhang mit der Opferzahl im Konzentrationslager Auschwitz-Birkenau sprach Latussek dabei von Lügen und verharmloste damit die Tötung von Juden in Auschwitz.
Anders als in der schriftlichen Version seines Rechenschaftsberichtes, die auch in mehreren Pressemappen veröffentlicht wurde, führte Latussek in seiner mündlichen Rede vor den Delegierten und einem Pressevertreter der Thüringer Allgemeinen, der dies in einem kritischen Artikel veröffentlichte, aus:

„Noch verhindern die Wolken einer bewusst betriebenen einseitigen Kollektivschuldzuweisung gegenüber unserem Volke den klaren Blick zur Beurteilung der Verbrechen in der jüngeren europäischen Geschichte und über die Kriegsschuld in den Kriegen des vergangenen Jahrhunderts. Dies wird sich bald verändern, da die Lügen über Katyn, Jedwabne und die Aussagen über die Opfer in Auschwitz und anderes nicht mehr länger zu halten sind. In Auschwitz gab es offensichtlich keine 6 Millionen Opfer, sondern, wie ich in Polen erfahren habe, sind 930.000 nachgewiesen. Dabei geht es nicht um die Relativierung des Verbrechens, sondern um die geschichtliche Wahrheit. Sie kennen meine Einstellung, dass jedes Opfer eines Verbrechens zu viel ist.“

Am 12. November nahm die Staatsanwaltschaft Ermittlungen gegen Latussek wegen Verharmlosung von NS-Verbrechen auf. Ein Sprecher der Staatsanwaltschaft begründete die Einleitung des Verfahrens mit dem Verdacht auf Volksverhetzung und verwies darauf, dass für das Leugnen, Billigen oder Verharmlosen von Völkermord des Nazi-Regimes das Strafrecht Geldstrafen oder bis zu fünf Jahre Haft vorsehe.
Am 19. November musste Latussek seinen Rücktritt aus dem Vertriebenenbeirat beim Bundesinnenministerium erklären. Zehn Tage später entschied eine außerordentliche Bundesversammlung des Bund der Vertriebenen in Berlin, ihn ab sofort auch seines Amtes als Vizepräsident zu entheben. Die BdV-Präsidentin Erika Steinbach warf Latussek verbandsschädigendes Verhalten vor: „Sie haben mit Ihren Aussagen und den nachfolgenden Erklärungen dem Bund der Vertriebenen und seinen Mitgliedsverbänden erheblichen Schaden zugefügt, und das nicht zum ersten Mal“. Mit zunehmendem öffentlichen Druck ließ Latussek seit dem 8. Dezember sein Amt als Thüringer Landeschef des BdV zunächst ruhen, ohne jedoch offiziell zurückzutreten. Erst nachdem am 11. Dezember die Gelder für den BdV eingefroren worden waren, trat er auch als Landesvorsitzender zurück.
Das Landgericht Erfurt sprach Latussek im April 2004 vom Vorwurf der Volksverhetzung frei, weil es bei der Verteilung der Presseerklärung an zwei Pressevertreter nicht um ein „Verbreiten“ im rechtlichen Sinne handeln würde. Die Staatsanwaltschaft ging daraufhin in Revision. Der Freispruch wurde im Dezember 2004 vom Bundesgerichtshof im Dezember wieder aufgehoben. Am 3. Juni 2005 wurde Latussek vom Landgericht Erfurt wegen Volksverhetzung zu einer Geldstrafe von 3.600 Euro verurteilt.
Mit 24. Januar 2006 wurde die Verurteilung wegen Volksverhetzung (Verharmlosung der Ermordung der Juden in Auschwitz) vom Bundesgerichtshof bestätigt, wie das Erfurter Landgericht mitteilte.